# Murowany Most
Murowany Most – wieś w Polsce, położona w województwie podlaskim, w powiecie sejneńskim, w gminie Krasnopol.
| SIMC    | Nazwa             | Rodzaj     |
| ------- | ----------------- | ---------- |
| 0761118 | Baraniszki        | część wsi  |
| 1011595 | Polesie           | część wsi  |
| 1011603 | Skierszowszczyzna | część wsi  |
| 0761130 | Teklinowo         | przysiółek |

W latach 1975–1998 wieś administracyjnie należała do województwa suwalskiego.